# Estación Margarita
Estación Margarita är en ort i Mexiko.   Den ligger i kommunen Concepción del Oro och delstaten Zacatecas, i den centrala delen av landet, 600 km norr om huvudstaden Mexico City. Estación Margarita ligger 1 868 meter över havet och antalet invånare är 119.
Terrängen runt Estación Margarita är varierad. Runt Estación Margarita är det mycket glesbefolkat, med 4 invånare per kvadratkilometer. Närmaste större samhälle är Concepcion del Oro, 5,0 km sydväst om Estación Margarita. Omgivningarna runt Estación Margarita är i huvudsak ett öppet busklandskap.